# Wino (particule)
Pour les articles homonymes, voir Wino (homonymie).
Les winos {\displaystyle {\widetilde {\mathrm {W} }}^{+}}, {\displaystyle {\widetilde {\mathrm {W} }}^{-}} et {\displaystyle {\widetilde {\mathrm {W} }}_{3}} sont des particules élémentaires hypothétiques, superpartenaires des bosons W+, W− et W3 (responsables de l'interaction nucléaire faible) et donc des jauginos. Superpartenaires de bosons, ce seraient, selon les règles de la supersymétrie, des fermions de spin 1/2 et de masse non nulle. Ils n'ont pas encore été détectés.